# Kopp (Vulkaneifel)
Kopp település Németországban, Rajna-vidék-Pfalz tartományban. Lakosainak száma 155 fő (2023. december 31.).

## Népesség
A település népességének változása:
| Lakosok száma | 173  | 178  | 175  | 164  | 159  | 155  |
|               | 1975 | 2017 | 2019 | 2021 | 2022 | 2023 |